# Zabrđe
Zabrđe är en ort i Bosnien och Hercegovina.   Den ligger i kommunen Ugljevik och entiteten Republika Srpska, i den nordöstra delen av landet, 110 km nordost om huvudstaden Sarajevo. Zabrđe ligger 220 meter över havet och antalet invånare är 1 710.